# Frobisher's Farthest
Frobisher's Farthest är en ö i Kanada.   Den ligger i territoriet Nunavut, i den östra delen av landet, 2 100 km norr om huvudstaden Ottawa. Arean är 15,8 kvadratkilometer.
Terrängen på Frobisher's Farthest är platt. Öns högsta punkt är 196 meter över havet. Den sträcker sig 6,2 kilometer i nord-sydlig riktning, och 3,7 kilometer i öst-västlig riktning.